# Horornis flavolivaceus
Horornis flavolivaceus é uma espécie de ave da família Cettiidae.
Pode ser encontrada nos seguintes países:  Indonésia, Malásia e Filipinas.